# Аннап (Пикардия)
Анна́п (фр. Hannapes) — коммуна во Франции, находится в регионе Пикардия. Департамент коммуны — Эна. Входит в состав кантона Гюиз. Округ коммуны — Вервен.
Код INSEE коммуны — 02366.

## Население
Население коммуны на 2010 год составляло 289 человек.
| 1962 | 1968 | 1975 | 1982 | 1990 | 1999 | 2010 |
| ---- | ---- | ---- | ---- | ---- | ---- | ---- |
| 388  | 386  | 359  | 351  | 272  | 278  | 289  |

## Экономика
В 2010 году среди 176 человек трудоспособного возраста (15—64 лет) 120 были экономически активными, 56 — неактивными (показатель активности — 68,2 %, в 1999 году было 58,4 %). Из 120 активных жителей работали 107 человек (61 мужчина и 46 женщин), безработных было 13 (5 мужчин и 8 женщин). Среди 56 неактивных 13 человек были учениками или студентами, 18 — пенсионерами, 25 были неактивными по другим причинам.